# Energie sonoră
Energia sonoră este energia mecanică a mediilor în care se propagă sunete, față de o stare de referință în care în acele medii nu există sunete.
În consecință, energia sonoră într-un volum de interes este definită ca suma densităților energetice potențiale și cinetice integrate peste acest volum:
W = Wpotențială + Wcinetică = ∫V (p2/2ρ0c2)dV + ∫V (ρv2/2)dV,
unde: V este volumul de interes; p este presiunea acustică; v este viteza particulei; ρ0 este densitatea mediei fără sunet; ρ este densitatea locală a mediului; c este viteza sunetului.

## Densitatea de energie sonoră
Densitatea de energie sonoră sau densitatea sunetului este energia sunetului pe unitatea de volum. Unitatea SI a densității energiei sonore este pascal (Pa), adică joule pe metru cub (J/m3) în unități bazate pe SI.
Densitatea de energie sonoră, denumită w, este definită prin
w = pv/c
unde p este presiunea acustică; v este viteza particulei în direcția propagării; c este viteza sunetului.
Termenii densitate energetică instantanee, densitate energetică maximă și densitate energetică maximă au înțelesuri analoage celor utilizate pentru presiunea acustică. În ceea ce privește densitatea medie a energiei, este necesar să se facă distincția între media spațială (la un anumit moment) și media temporală (în un anumit punct).

## Nivelul densității energiei sonore
Nivelul densității de energie a sunetului oferă raportul de incidență a sunetului ca valoare de energie sonoră în comparație cu un nivel de referință de 0 dB (DIN 45630). Este o măsură logaritmică a raportului dintre două densități de energie sonore.
Energia produsă de vibrații este cunoscută ca sunet
L(E) = 10log10(E1/E0) dB
unde E1 și E0 sunt densitățile energetice. Unitatea nivelului densității energiei sonore este decibelul (dB).